# Joe D’Amato
Joe D’Amato (eredeti nevén Aristide Massaccesi) (Róma, Olasz Királyság, 1936. december 15. – Monterotondo, Róma, 1999. január 23.) olasz filmrendező, operatőr, producer, forgatókönyvíró. Életműve számos műfajra kiterjed: akciófilm, thriller (giallo), horror, spagettiwestern, saru és kard (pemplum) film, fantasy, kosztümös film, posztapokaliptikus film, erotikus film, sőt pornófilm is.
Pályáját az 1950-es években kezdte. Eleinte elektromos műszerészként és fotósként dolgozott a filmeknél. Az 1960-as évektől már operatőr is volt. Önálló filmezésbe 1972-ben kezdett. Bár legfőképp a Joe D’Amato művésznevet használta, de más álnevek alatt a rendező mellett producerként és forgatókönyvíróként is felbukkan a stáblistákon, szintén főként saját filmjeinél. Néhány filmforgalmazó céget is alapított, vagy társalapítóként működött közre bennük, melyeken keresztül terjeszthette a filmjeit. A legismertebb ezek közül a Filmirage.
Életében mintegy 200 filmet rendezett, ebből 120 pornófilm, melyek 1979 és 1982, majd pedig 1993 és 1999 között készültek.
Joe D’Amato az olasz és az általános európai exploitation (az euro trash) kultikus rendezője. Valószínűleg a legjelentősebb filmkészítő ebben a kategóriában, bár filmjeinek nagyságrendje és „minősége” tekintetében a spanyol Jesús Franco szorosan a nyomában van. Legismertebb filmjei, az erotikus thrillerek és kalandfilmek Laura Gemserrel készültek, akivel elkészítette a Fekete Emanuelle-filmek sorozatát a legendás Emmanuelle c. francia erotikus film hatására.
D’Amato a trashfilmeken túl jó néhány igényesebb filmet is készített pályája során. Az egyik ilyen elismert horrorfilmje az 1979-es A sötétségen túl.

## Korai évek
Joe D’Amato édesapja Renato Massaccesi katona volt az Olasz Haditengerészetnél, majd egy baleset következtében leszerelték. Előbb villanyszerelőként dolgozott az Istituto Luce-nál, majd a fő olasz filmgyárnál, a Cinecittànál, ahol az amerikai hadsereg által hátrahagyott áramfejlesztőket javította. A fiatal Aristide két bátyjával, Carlóval és Fernandóval 14 évesen már együtt dolgoztak apjukkal. Aristide az apja révén mozikamerákkal is kereskedett. Ekkoriban a filmek szinkronizálásánál, valamint fő- és végcímek vágásánál is segédkezett, amihez a betűket kézzel vágta.
1952-ben az Aranyhintó c. Jean Renoir-filmnél fotósként dolgozott, majd elektroműszerészként volt jelen a forgatásokon. Az 1960-as évektől a saru és kard filmeknél volt operatőr, egyebek mellett Mario Bava filmrendező mellett. 1969-től olyan rendezők operatőre volt, mint Piero Livi, Silvio Amadio, Umberto Lenzi és Massimo Dallamano. Részt vett a szintén kisköltségvetésű és igénytelenségeiről híres Demofilio Fidani néhány filmjének forgatásán is.

## Filmrendezőként
Önálló filmesként 1972-ben lépett színre, eleinte kései spagettiwesternekkel, valamint szexkomédiákkal, bár többüknek csak társrendezője volt. Készített továbbá két gótikus horrorfilmet Klaus Kinskivel a főszerepben. 1973-ban visszatért az operatőri munkához. Dolgozott a kevésbé igényes Luigi Batzellával, az amerikai Steve Carverrel, valamint a komoly névnek számító Alberto De Martinóval. Utóbbival készült öt filmalkotásból kettőt Telly Savalassal forgattak.
1974-ben Kanadában tartózkodott, ahol Lucio Fulci Franco Neróval forgatott Fehér Agyar visszatér c. filmjéhez téli jeleneteket vett fel, amikor Ermanno Donati olasz producer felkérte, hogy rendezze meg a Giubbe rosse c. filmet. Itt használta először a Joe D’Amato nevet is. A film nyereséges volt és a rendező számára kellemes emlékeket hagyott ebből az időből.

### A Fekete Emanuelle-filmek
D’Amato az első saját Emanuelle-filmet 1975-ben forgatta. Bár a film, az Emanuelle e Françoise az akkor már ismert Bruno Matteivel készült (aki részt vett a forgatókönyv megírásában is), de D’Amato valahogy mégis elhomályosította Mattei nevét, ezért a filmet általában csak az ő alkotásaként tartják számon. A film D’Amato karrierjének sarokköve volt, ami a továbbiakban is meghatározta művészetét. Műfaját tekintve a film softcore, a pornográfia lágyabb megközelítése.
A következő film, a Voto di castità c. szexkomédia, ahol először dolgozott együtt Laura Gemserrel, aki filmjeinek Fekete Emanuelle-je lett. Fontos persze megjegyezni, hogy a karakter megalkotója nem D’Amato, hanem Bitto Albertini volt, aki 1975-ben forgatta le az első Fekete Emanuelle-filmet, de a folytatások már D’Amato rendezésében készültek. Gemser szerepe a Voto di castità-ban ekkor még jelentéktelen mellékszerep volt, de D’Amato olyan lehetőséget látott a színésznőben, hogy ezután a női főszerepeket rendre ráruházta. Szoros munkakapcsolatukra jellemző, hogy Gemser még az 1990-es években is dolgozott D’Amatónak, igaz akkor már jelmeztervezőként. Gemser férje, Gabrielle Tinti is szerepeket kapott D’Amato filmjeiben és feleségével közösen gyakran szerelmi jeleneteket játszottak el (amelyek természetesen nem tartalmaztak valódi aktust, viszont a valóságban is élő érzelmi kötődés miatt „reálisabbnak” hatottak).
Gemser mellett gyakran alkalmazott színésze George Eastman (eredeti nevén Luigi Montefiori), aki társrendező, társ-forgatókönyvíró és társproducer is volt olykor.
1976-ban Jack Palance és Laura Gemser főszereplésével készült a Fekete erotika c. film. Gemser egy félmeztelen táncosnőt alakít, aki egy kígyóval a nyakában lejti erotikus mozdulatait. A film részben Hongkongban, részben Rómában készült. 1980-ban D’Amato megcsinálta a film hardcore változatát Porno Esotic Love címmel. A korábbi filmből több eredeti jelenetet is átvettek, amelyeket keménypornós jelenetekkel egészítették ki. Az anyagot részben átszinkronizálták, a neveket megváltoztatták. Palance karakterének helyébe Mark Shannon akkori ismert pornószínész került, míg Gemser férje Gabrielle Tinti maradt a korábbi szerepében. Lényegét tekintve a két film valójában egy és ugyanaz. Hasonló alternatív („pornográfosított”) változatokat D’Amato még más filmjeihez is készített, ezekkel szaporítva filmográfiáját.
A Fekete erotika hardcore változatának elkészítésével D’Amato az anyagi veszteséget akarta kiküszöbölni, ugyanis eredeti filmje nem teljesített jól a filmszínházi jegypénztáraknál.
A Fekete Emanuelle-filmekben D’Amato igencsak széles skáláját alkalmazta a szexualitás bemutatásának. Hangsúlyos a nemi erőszak (így a csoportos nemi erőszak), a leszbizmus, de leforgatott egy merésznek mondható jelenetet is, ahol állattal (kutyával) történik egy nő megerőszakolása (ami természetesen nem valódi).
D’Amato szívesen emlékezett vissza ezekre a filmekre. Állítása szerint azért, mert bejárhatta a világot és lenyűgöző ázsiai helyszíneken vehették fel a külső jeleneteket.

### Karibi filmek
Joe D’Amato 1978 és 1979 között 9 filmet forgatott a Karib-térségben, elsősorban a Dominikai Köztársaságban. A költségek nagy részét a kiutazás tette ki, így a filmes munkálatokat már igen szerény összegekből finanszírozták. Bár egy film elejéig D’Amato még visszarepült Olaszországba, amit Dél-Tirolban forgattak le, azután nyomban visszatért Dominikára. Itt vették fel azokat a kiegészítő jeleneteket is, amelyekkel elkészítették a Fekete erotika hardcore verzióját Porno Esotic Love címmel.
Dominikán számos, merésznek mondható filmet készített D’Amató: a zombi- és kannibálhorror témáját keverte a szex zsánerével, de csinált akciófilmet és szokásához híven néhány pornófilmet is. Legjellemzőbb itt készült filmalkotásai, amelyek a pornográfiát a horrorral ötvözik, a bizarr címet viselő Porno Holocaust vagy a Sesso nero. Ezen filmjeiben a hardcore jelenetek élő emberek és zombik között történnek.

### Produceri munkák
A karibi körút után, 1979 végén D’Amato létrehozta első filmes cégét, a P.C.M. (Produzioni Cinematografiche Massaccesi)-t, majd 1980-ban Olaszországban társalapítója lett a Filmirage filmgyárnak, amely olyan gore filmeket dobott piacra, mint az Absurd vagy Antropophagus – görög rém, George Eastman főszereplésével.
1980-ban és 1981-ben létrehozta a Cinema 80 és a M.A.D. (Massaccesi, Alessandroni, Donati) filmvállalatokat. Az alapítók között volt Donatella Donati, Ermanno Donati lánya, D’Amato asszisztense, aki pénzügyi titkár és olykor rendezőasszisztens is volt a forgatásokon. A két cég 1980-tól 1982-ig 14 hardcore filmet készített, ebből 10-et D’Amato rendezésében. A rendező azonban nem mindegyik ilyen filmjéhez adta a nevét, hanem másokat neveztek meg direktorként, mint pl. Claudio Bernabei ügyvezető igazgatót (aki egyébként tényleg rendezett pornófilmeket). Ennek célja az egyes büntetőeljárások megkerülése volt, amelyek a hardcore filmeket igen kemény bírsággal büntették, ha a készítők elvetették a sulykot.
Ebben az időben D’Amato Tinto Brass Caligula c. filmjének hatására (amely szintén tele volt tűzdelve pornográf jelenetekkel), készített egy alternatív Caligula-filmet, eleve hardcore műfajban. Ezt követte még két másik pornográf saru és kard film is. Valószínűleg D’Amato alkotta meg a pornopeplum alműfajt is.

### Az 1982 és 1993 közötti időszak
Joe D’Amatót eddig is igen változó színvonalú filmezés jellemezte, míg 1982-től mintegy tíz éven át még nagyobb hullámokban zajlott ez az időszak. A rendező gyakran igen rossz filmekkel jelentkezik, mint a Troll 3. De még egy sor amerikai fantasy vagy posztapokaliptikus film hatására megcsinálta a maga verzióit is, így olyan filmekét, mint a Conan, a barbár, a Mad Max, vagy a Mad Max 2. Ezekben a filmekben is látható Laura Gemser és George Eastman, valamint egy új színész, Al Cliver (eredeti nevén Pierluigi Conti).
1984 és 1985 között ismét áttért pornófilmezésre és cégje, a M.A.D. 10 hardcore filmet forgatott le. A mai napig nem tisztázott, hogy ezeknél a produkcióknál D’Amato milyen szerepet töltött be. 1985-től egy időre felhagyott D’Amato a pornófilmekkel és helyette a lágyabb softcore, illetve a horror műfaja felé terelődött a figyelme. Előbbi zsáner tekintetében Tinto Brass példáját követte, bár a softcore ekkoriban már nem tartozott a jövedelmező filmműfajok közé. Egyik, nem éppen emlékezetes film, a fantasy, pemplum és softcore elemeket ötvöző A barbár királynő (1987), amit D’Amato cégje amerikai közreműködéssel készített. A film csak azért érdemes említésre, mert egyik főszereplője Donald Pleasence volt.
Számos D’Amato-féle softcore az Egyesült Államokban került forgatásra. Ezekhez is a mintát a rendező olyan, erotikus tartalmakat sem nélkülöző korabeli filmekből kölcsönözte, mint a 9 és 1/2 hét, vagy a Flashdance. Leforgatott két erotikus drámát is, köztük a Kék Angyal Kávéház-at.
1993-ban a Fülöp-szigeteken forgatott ázsiai témájú softcore filmeket, amelyeknél gyakran használt kínai álneveket. Itt többnyire inkább olasz szexkomédia műfajának ázsiai átültetéséről beszélhetünk.

### 1993-tól
1993-ban D’Amato visszatért a keménypornóhoz. Előbb Luca Damiano filmrendezővel közösen 20 ilyen filmet készített, utána önállóan folytatta. Ekkortájt viszont jelentős változások álltak be a felnőttfilmek készítésében. A pornófilmeket már inkább videokazettaforgalmazásra készítették, de D’Amato még évekig normálfilmre forgatta a sajátjait mozivetítés céljából. 1997-től 1998-ig ő is áttért ugyan a videoforgalmazásra, amelynek tisztán anyagi okai voltak. Minőség szempontjából azonban kritikus volt a videokazettás filmek iránt, mivel ezeket nem tartotta minőségi filmeknek.
D’Amato az 1990-es években is egy sor filmes, bibliai, antik, irodalmi vagy történelmi személyekről csinált pornófilmeket, mint Tarzan, Marco Polo, Sade márki, Rómeó és Júlia, Antonius és Kleopátra, Odüsszeusz, Herkules, Szodoma és Gomora, Robin Hood, Goya stb.
Joe D’Amato utolsó komoly filmjének, az 1999-es I predatori delle Antille-nak zömében magyar szereplői voltak, úgy mint Madarász László, Kiss Zoltán, Hangos István, Szabó László, Fábri György, Szép György, Deján Lajos.

## Halála
D’Amato éppen Paul Verhoeven Showgirls 1995-ös c. filmje hardcore verziójának elkészítésén dolgozott, amikor váratlanul meghalt szívroham következtében.

## Emléke
Egykori kollégái, mint Laura Gemser atyáskodó, kedves, humoros, ironikus és pártfogó személyiségnek írták le D’Amatót. Előfordult persze, hogy kijött a sodrából és olyankor rettenetesen csúnyán beszélt, ordibált és kiállhatatlanul viselkedett. Sokszor megesett vele, hogy elaludt a forgatásokkor. Asszisztense Donatella Donati egyszer az iroda padlóján fekve találta Cannes-ban, akkor is aludt.
Alberto De Martino úgy jellemezte egykori operatőrét, hogy olyan munkatárs, aki nem beszél össze-vissza, érti a dolgát és másodpercek alatt képes volt elindítani a kamerákat a felvételre. A hibák kijavításába nyomban belefogott és hamar elhárította őket.
Emlékére 2007-ben Pietrasantában és Livornóban megtartották a Joe D’Amato Horror Fesztivál-t. A vendégek között jelent volt D’Amato fia, Daniele Massaccesi is, aki azt mondta, hogy apját a filmművészet iránt nagy szenvedély vezette, ezért filmezett az utolsó pillanatokig és ezt a szenvedélyt akarta tovább adni a filmesek fiatalabb generációjának is.
2019. február 1. és február 3. között, D’Amato halálának 20. évfordulója alkalmából az osztrák filmarchívun Tisztelgés Joe D’Amato előtt címmel tartott megemlékezést a bécsi Metro Kinokulturhaus-ban.

## Álnevei
Joe D’Amato csak egyetlen filmjénél, a Klaus Kinskivel készült La morte ha sorriso all'assassino c. giallónál használta eredeti nevét a Aristide Massaccesi-t. A Joe D’Amato előtt még használta az Ariston Massachusetts nevet is. Egyéb álnevei: Federiko Slonisko, Federico Slonisco, Federico Slonisco Jr., Dan Slonisko, Michael Wotruba, David Hills, Dirk Frey, Robert Hall, O.J. Clarke, Peter Newton, Kevin Mancuso, Dario Donati, Robert Yip, Lim Seng Yee, Boy Tan Bien, Chang Lee Sun, Fu Shen, Leslie Wong, Hsu Hsien, Romano Gastaldit, Oskar Faradine, Alexandre Borsky, Alexander Borski, Lucky Faar Delly, Lucky Farr, Raf Donato.
Használt továbbá női álneveket is, úgy mint Joan Russell vagy Anna Bergmann.